# Alliancelles
Alliancelles é um pequeno município do departamento de Marne, na região de Grande Leste, no nordeste da França.

## Geografia
Este município é rodeado por Bettancourt-la-Longue ao norte, Rancourt-sur-Ornain ao nordeste, Remennecourt ao leste, Sermaize-les-Bains ao sudeste, Heiltz-le-Maurupt e Pargny-sur-Saulx ao sudoeste, e Villers-le-Sec ao oeste.